# Wenn Engel fallen
Wenn Engel fallen (Originaltitel Gdy spadają anioły) ist ein etwa zwanzigminütiger Kurzfilm von und mit Roman Polański aus dem Jahre 1959.

## Inhalt
Während die Kirchenglocken läuten, ist eine alte Frau auf dem Weg zu ihrer Arbeitsstätte, die sich im Keller eines Gebäudes befindet. Sie hat dort die Aufsicht über die Männertoiletten. Unterwegs bleibt sie kurz stehen und füttert hungrige Tauben. Während der vielen Stunden, die sie dort unten sitzt, spielen sich in den Toiletten mal kleinere und mal größere Dramen ab. Zwar beinhaltet ihr Arbeitsalltag auch viel Routine, sie bekommt aber auch einiges mit, was unter die Haut geht. Anerkennung ist in ihrem Berufsalltag aber eher Mangelware. Die öffentliche Toilette wird von Vertretern aller Schichten der damaligen polnischen Gesellschaft aufgesucht, die ihr Kleingeld in eine bereitgestellte Untertasse legen. So kommen Betrunkene, Homosexuelle, Studenten, Arbeiter, Militärangehörige und Männer jeglicher Coleur.
Während die alte Frau den Schritten auf dem Boden lauscht, gehen ihre Gedanken bei jedem neuen Kunden zurück in eine bessere Zeit. So erinnert sie sich an ihre Jugend, als sie eine schöne junge Frau war und den Tag, als ein Zug von Soldaten in das Tal einmarschierte, in dem sie zu Hause war. Ihre Erinnerungen klammern auch leidenschaftliche Gefühle nicht aus, aber auch die Liebe, die eine Mutter für ihr Kind empfindet. Aber nicht nur schöne Dinge gehen der alten Frau durch den Kopf, ihr Leben ist geprägt von Ablehnung und so manchen Tragödien. Sie denkt zurück an den Soldaten, den sie einst liebte und von dem sie ein Kind bekam. Der Krieg verschonte die inzwischen alte Frau nicht, er nahm ihr alles, was sie liebte, die grausame Gesellschaft scherte das nicht, sie ließ sie links liegen. Auch jetzt wird die alte Dame kaum wahrgenommen, niemand hat ein nettes Wort für sie, noch nicht einmal ein Grußwort. Die Münzen werden eher gereizt auf den Tisch geworfen.

## Produktion

### Produktionsnotizen, Hintergrund
Produziert wurde der in Polen gedrehte Film von Panstwowa Wyzsza Szkola Filmowa, Telewizyjna i Teatralna (PWSFTviT), vertrieben von The Criterion Collection. 
Der Film war Polańskis Abschlussarbeit an der Filmhochschule Łódź. Die Tonspur enthält Musik und Geräusche, aber so gut wie keine Dialoge. Der Film ist prinzipiell in Schwarzweiß gedreht, nur die Erinnerungssequenzen erscheinen in verwaschen wirkenden Farben. Damit ist Wenn Engel fallen zugleich Polańskis erster Farbfilm. Die anonym bleibende Darstellerin der alten Frau hatte Polański in einem staatlichen Armenhaus entdeckt, sie war über achtzig und hatte nie zuvor in einem Film mitgespielt. Dieser Kurzfilm ist der einzige Film Polanskis, der sich mit den schrecklichen Absurditäten seiner eigenen Kriegserlebnisse befasst, bis er dann 2002 Der Pianist drehte.
In Rückblenden wird die alte Frau, in mittleren Jahren, vom Regisseur selbst verkörpert, ihr jüngeres Ich spielt die damals 17-jährige wunderschöne Barbara Kwiatkowska, heute bekannt als Barbara Lass, die zur selben Zeit, als der Film entstand, auch die erste Ehefrau von Roman Polański wurde.

### Veröffentlichung
Der Film wurde 1959 erstmals im Vereinigten Königreich vorgestellt, und zwar während des BFI London Film Festivals. Im November 1988 war er einer der Beiträge auf dem Torino Film Festival in Italien, wo er unter dem Titel La caduta degli angeli vorgestellt wurde. Veröffentlicht wurde er zudem in Brasilien unter dem Titel Anjos Caídos, in Frankreich unter dem Titel Quand les anges tombent (DVD-Titel), in Ungarn unter dem Titel Amikor az angyalok hullnak, in Mexiko unter dem Titel Ángeles caídos, in Polen unter dem Originaltitel Gdy spadają anioły, in Portugal unter dem Titel Os anjos Caem do Céu, in der Sowjetunion unter dem russischen Titel Когда падают ангелы, in Spanien unter dem Titel Ángeles caídos, in Schweden unter dem Titel När änglar faller, in der Ukraine unter dem Titel Коли падають ангели, in Venezuela unter dem Titel Ángeles caídos und in den Vereinigten Staaten unter dem Titel When Angels Fall. In Deutschland lief der Film unter dem Titel Wenn Engel fallen.

## Kritik
Jeff Stafford bewertete den Film für Cinema Sojourns und meinte, er sei eine seltsame Kombination aus Ätherischem und Rohem. Den lyrischen Rückblenden stehe die grausame und deprimierende Realität der Gegenwart gegenüber. Auf visueller Ebene sei dies sicher Polanskis bisher gelungenster Film und ein beeindruckender Beitrag für sein letztes Filmprojekt.
Auf der Seite Dvdclassik wurde festgestellt, dass dieser Film seltsamerweise in der Filmographie des Regisseurs fast ein Ufo sei, da es sein fast einziger Ausflug in die Welt der Kriegsfilme in fast 50 Jahren seiner Karriere sei. Darüber hinaus ähnele der Film nicht wirklich den sonstigen Produktionen von Polanski. When Angels Fall sei der ambitionierteste, anspruchsvollste und sicherlich schönste der sieben Polanski-Kurzfilme und übertreffe bereits in seiner Dauer alle anderen Titel. Auch sei seine Konstruktion, die zwischen Vergangenheit und Gegenwart hin und her pedele, sehr aufwändig. Aus diesem visuell großartigen Film gehe eine gewisse Poesie hervor. Ihm fehle aber der mehr oder weniger bissige Humor, der fast alle vorherigen Filme des Regisseurs auszeichne. „When the Angels Fall“ sei an sich schon ein perfektes Beispiel für die erzählerische und technische kinematografische Meisterschaft des jungen Polanski am Anfang seiner Karriere.
Taras Sass schrieb eine Kritik für kinopoisk, Polanski, der gegenüber Menschen als düster und sogar zynisch gelte, zeige in diesem Film beispiellose Menschenliebe und Mitgefühl, und in diesem Sinne sei der Film einzigartig für Kenner seines Schaffens, und die Aufnahme mit zwei umklammerten Zigaretten in der Hand eines toten Feindes sei eine der ergreifendsten seiner Karriere. Auch könne der Film für Polanski selbst als Meilenstein gelten. Diese zwanzig Minuten, die in epischem Ausmaß und mit bescheidenen Mitteln gedreht wurden, offenbarten, dass er das Zeug zu einem wirklich großartigen Regisseur habe. Für die Dreharbeiten habe Polanski Menschen hinzugezogen, die später in der ersten Phase seines Lebens und seiner Karriere eine wichtige Rolle gespielt hätten. So habe die zukünftige Legende des polnischen Jazz Krzysztof Komeda die stimmungsvolle Musik für den Film geschrieben. Unter Bedingungen, in denen es im Film praktisch keine Dialoge oder Monologe gebe, komme der Musik eine zusätzliche Bedeutung zu, da sie die Atmosphäre des Geschehens und die Haltung des Autors vermittele. Die Rolle der Heldin in ihrer Jugend spielt die schöne Basia Kwiatkowska, Polanskis zukünftige Frau, später besser bekannt als Barbara Lass. Sie könne übrigens auch als die erste einer langen Reihe wunderschöner Heldinnen seiner Filme angesehen werden.